# Пыхтин, Владислав Иванович
Владисла́в Ива́нович Пы́хтин (24 июня 1931, — 8 июля 1993) — советский хозяйственный, государственный и политический деятель.

## Биография
Родился в 1931 году в Табынске. Член КПСС.
С 1955 года — на хозяйственной, общественной и политической работе. В 1955—1990 гг. — мастер, технолог, конструктором, начальник цеха Псковского инструментального завода, главный инженер завода «Выдвиженец», директор Псковского машиностроительного завода, генеральный директор, руководитель органа госприемки продукции машиностроительного производственного объединения «Псковхимлегмаш».
Делегат XXIV съезда КПСС.
Умер в Пскове в 1993 году.